# Síndrome de Vernet
A síndrome do Foramen Jugular ou de Vernet é caracterizada pela parésia dos IX, X e XI pares cranianos simultaneamente associada ou não à parésia do XII par.

## Sintomas
Os sintomas desta síndrome são consequência directa das parésias associadas. Assim, num doente afectado, teremos:
- disfonia/rouquidão
- abaulamento do palato mole
- desvio da úvula para o lado afectado
- disfagia
- perda de sensibilidade do 1/3 posterior da língua
- diminuição de secreções da glândula parótida
- perda do reflexo do vómito
- parésia do músculo esternocleidomastoideu e do músculo trapézio

## Causas
- Glómus/paraganglioma (mais frequente)
- Meningiomas
- Schwannomas (neurinoma do acústico)
- Tumores metastáticos localizados no ângulo pontocerebeloso
- Trauma
- Infecções
- Colesteatoma (muito raro)